# Манакін-короткокрил помаранчевий
Манакін-короткокрил помаранчевий (Manacus aurantiacus) — вид горобцеподібних птахів родини манакінових (Pipridae).

## Поширення
Він поширений уздовж тихоокеанського схилу південної Коста-Рики та західної Панами (аж на схід до півострова Асуеро). Його природні місця існування — тропічні та субтропічні вологі рівнинні ліси та вологі чагарники.